# Фиески, Жозеф
Жозе́ф Фиески́[уточнить] (фр. Joseph Fieschi, или Джузе́ппе Фие́ски, итал. Giuseppe Fieschi; 13 декабря 1790 года, Мурато — 19 февраля 1836 года) — французский подданный, корсиканец-заговорщик, виновник неудавшегося покушения на жизнь Луи-Филиппа и королевской семьи, при этом убивший 18 человек; был приговорён к гильотине вместе с двумя пособниками.

## Биография
Происходил из бедной корсиканской семьи, к которой принадлежало несколько разбойников. Служил в неаполитанской армии; вместе с Мюратом был взят в плен и приговорён к смертной казни, но помилован и вскоре бежал; странствовал по Корсике и по югу Франции, промышляя то работой на заводах, то службой в полиции, то воровством —  за последнее в 1819 г. приговорён к десятилетнему заключению в тюрьме. После Июльской революции прибыл в Париж и с помощью фальшивых документов сумел получить от правительства денежное пособие как человек, подвергавшийся политическим преследованиям при предшествовавшем режиме.

### Покушение Фиески на жизнь Луи-Филиппа

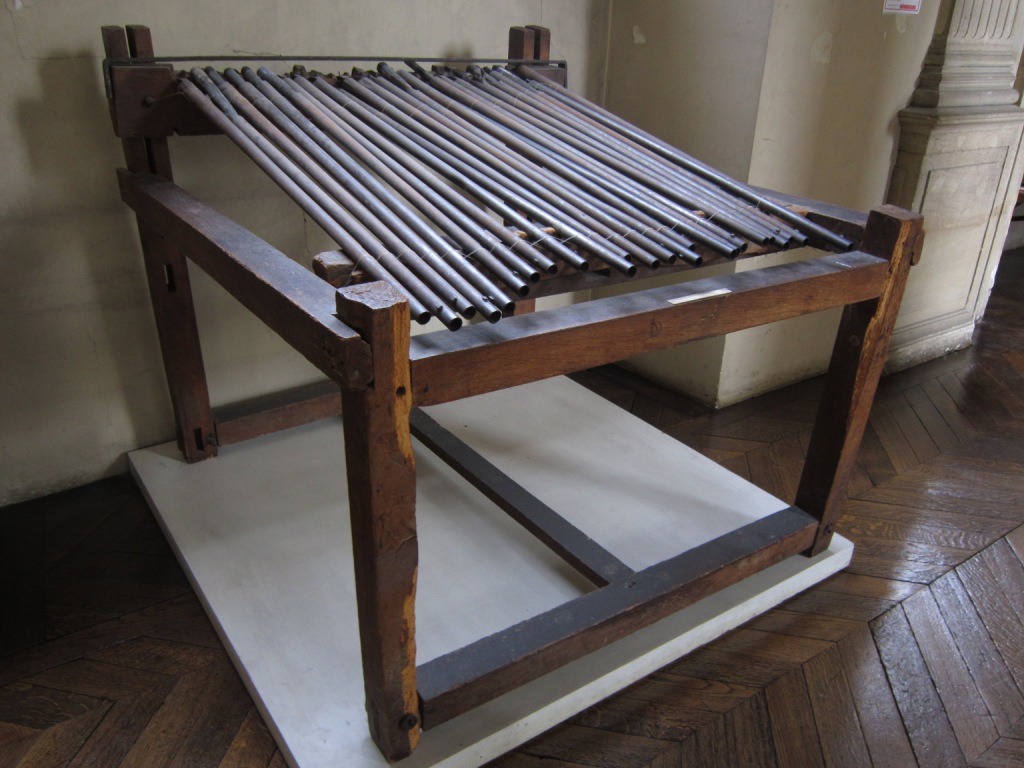
Machine infernale, Музей истории Франции (2012)

Надлежащих полностью законопослушному гражданину занятий он по-прежнему не имел. В 1835 году задумал и осуществил покушение на жизнь Луи-Филиппа. В день 28 июля 1835 года, когда Луи-Филипп возвращался по бульвару Тампль с военного парада, из одного дома раздался страшный залп адской машины, состоявшей из 25 ружейных стволов. Король и один из его сыновей были лишь слегка оцарапаны, но 11 человек (в том числе маршал Мортье) были убиты на месте и множество людей ранены, из которых семеро скончалось. Король сохранил полное самообладание. Сам Фиески, раненый тем же взрывом, спасся по верёвке из заднего окна, но благодаря оставленному им кровавому следу был скоро настигнут, арестован и через несколько дней во всем сознался.

### Суд
Вместе с 4 сообщниками был предан суду пэров и осуждён в январе 1836 г. Политическим преступлением в психологическом смысле деяние Фиески назвать нельзя вследствие полного отсутствия у Фиески каких бы то ни было общественных идеалов или стремлений; он столь же мало был республиканцем, как и бонапартистом или легитимистом, хотя за деньги готов был одинаково служить всем режимам; вместе с тем и для чувства личной мести к Луи-Филиппу или к режиму Июльской монархии у Фиески не было достаточных оснований. Он не высказывал и анархических идей, был религиозным человеком и соблюдал церковные обряды.
Во время процесса из каждого его слова, даже из каждого его жеста сквозило его страшное тщеславие; на суде он говорил о своей великой любви к родине, о пользе, принесённой его покушением, — и вместе с тем о своём раскаянии и глубоком уважении к личности Луи-Филиппа. Антропологическая школа уголовного права не раз возвращалась к личности Фиески, видя в его асимметрическом лице, в некоторых телесных недостатках и всем его поведении доказательство прирожденности его преступного темперамента.
Из сообщников Фиески мелочной лавочник Пепен и седельник (изготовитель сёдел) Морей были республиканцами, ненавидевшими режим Луи-Филиппа; из них первый, по словам Фиески, дал деньги на осуществление предприятия, а второй дал идею; с их стороны покушение могло иметь политический характер. Однако оба они на следствии и на суде, а первый из них даже и на эшафоте упорно отрицали всякое участие в деле Фиески; их адвокаты доказывали, что показания Фиески полны противоречий, что по всей видимости у Фиески были сообщники, которых он не называет, и что оговор Пепена и Морея мог быть просто актом личной мести; никаких доказательств их виновности, кроме не заслуживающих доверия показаний Фиески, приведено не было. Тем не менее все трое были приговорены к смертной казни и гильотинированы в феврале 1836 г.
Правительство воспользовалось покушением Фиески, чтобы провести несколько реакционных мероприятий по отношению к печати и суду присяжных и т. д.